# Departamento Administrativo Nacional de Estadística

Logo

Il Departamento Administrativo Nacional de Estadística - DANE (dallo spagnolo: Dipartimento amministrativo nazionale di statistica) è l'istituto governativo della Colombia che si occupa della raccolta, del trattamento, dell'analisi e della pubblicazione dei dati statistici ufficiali del paese. Fra i compiti del DANE c'è quello di eseguire, con cadenza quinquennale, il censimento ufficiale della popolazione colombiana.